# Куруленко, Эллеонора Александровна
Эллеонора Александровна Куруленко (род. 1 января 1950) ― советский и российский культуролог, специалист по проблемам культуры детства, теории культуры, культурологическому образованию. Доктор культурологии, профессор. Заслуженный работник культуры Российской Федерации (2018). Ректор Самарского государственного института культуры с 2009 года.

## Биография
Родилась 1 января 1950 года в городе Черемхово, Иркутская область. Уже в возрасте пятнадцати лет возглавляла самодеятельный хореографический коллектив Дворца культуры в Красноярском крае. В 1968 году поступила в Ленинградский государственный институт культуры имени Н. К. Крупской на отделение «Режиссура балета». Окончив институт в 1973 году, стала работать художественным руководителем Дворца культуры "Угольщик" в г. Бородино Красноярского края.
В 1976 году переехала в Куйбышев. Работала заместителем директора Дома культуры «Октябрь» (в посёлке Мехзавод). Одновременно с этим начала преподавать в Куйбышевском государственном институте культуры (ныне ― Самарский государственный институт культуры), в нём же в 1981 году защитила кандидатскую диссертацию и затем возглавила кафедру культурологии. С 1995 года ― профессор кафедры теории и истории культуры Самарского государственного университета и кафедры «Социология, политология» СамГУ. В 1999 году в Санкт-Петербурге защитила докторскую диссертацию. В этом же году была избрана заведующей кафедрой теории и технологии социальной работы Самарского государственного университета.
В октябре 2000 года возглавила Департамент культуры Администрации Самарской области. Была членом Координационного совета по культуре и кинематографии при Министерстве культуры Российской Федерации и членом Самарского Губернского фонда общественных инициатив. В 2004―2009 ― заместитель министра культуры молодёжной политики и спорта Самарской области.
В 2009―2020 ректор Самарского государственного института культуры (сменила на этом посту Маргариту Геогргиевну Вохрышеву).
Неоднократно выступала с докладами на международных конференциях в Великобритании, Испании, США, Хорватии по проблемам культуры детства, теории культуры, культурологическому образованию, проблемам социальной работы.